# Jam Tronik
Jam Tronik war das deutsche Dance-Projekt von Nikita Warren alias Anja Lukaseder, Ulrich Fischer und Volkmar Kalff. Gründer und Produzent des Projekts war Charlie Glass. Zwischen 1989 und 1996 coverten die Musiker diverse Hits und bereiteten diese als Dance-Versionen auf.

## Hintergrund
Die erste Single Another Day in Paradise, deren Original von Phil Collins stammt, wurde 1990 ein Top-20-Hit in Deutschland und Großbritannien. Seit Veröffentlichung  der Single Stand by Me im Jahr 1992 bestand Jam Tronik nur noch aus Charlie Glass und einer Studiosängerin. In Österreich erreichte zwei Jahre später ein Dance-Mix von Meat Loafs I’d Do Anything for Love die Top 20 der Hitparade. Trotz vieler anderer Coverproduktionen gelang kein weiterer Charterfolg.

## Diskografie

### Alben
- 1994: Best of…
- 2008: The Very Best Of
- 2010: Complete Hit Collection

### Singles
- 1989: Another Day in Paradise
- 1991: Yesterday Once More (Every Sha La La)
- 1992: Stand by Me (Dance Mix)
- 1992: End of the Road (Dance Version)
- 1993: Bee G-Esque
- 1994: I’d Do Anything for Love
- 1994: An Angel (Dance Version)
- 1994: Without You
- 1995: Wish You Were Here (The Dance Version)
- 1996: Forever Love (The Dance Version)